# Marc Almond
Pour les articles homonymes, voir Almond.
Ne doit pas être confondu avec Mark-Almond.
Marc Almond (Peter Mark Sinclair Marc Almond) est un chanteur et auteur-compositeur britannique, né le 9 juillet 1957 à Southport dans le Merseyside, connu notamment pour avoir fondé le groupe de new wave Soft Cell, ainsi que pour son duo avec le chanteur écossais Jimmy Somerville sur la chanson I Feel Love. Il a vendu plus de 30 millions de disques dans le monde. Il a bénéficié de nombreuses collaborations artistiques au cours de sa carrière : Nick Cave, Siouxsie, Nico, Jools Holland, Bronski Beat, Rosenstolz, John Cale, David Johannson, Kelli Ali, Current 93, Coil, PsychicTV, Antony and the Johnsons, Baby Dee, Little Annie, Matt Johnson, Jim Thirwell, Ferry Corsten et les icônes des années 1960 Gene Pitney et PJ Proby pour qui il a produit un album en 1998 intitulé Legend. Marc Almond a enregistré une trentaine d'albums.

## Biographie
Il naît à Southport, une ville balnéaire du nord de l'Angleterre, en 1957. Après une enfance agitée de déménagements à Harrogate, Leeds et de retour à Southport, de maladies et de difficultés d'apprentissage, il a finalement quitté l'école à 17 ans avec peu de diplômes. Adolescent, il a travaillé au Southport Theatre et à la fête foraine de Southport tout en chantant dans un groupe local, couvrant les tubes du jour. 
Après l'école, il a passé cinq ans à l'école des beaux-arts, dont trois ans de licence en beaux-arts à l'école polytechnique de Leeds, qu'il a quittée en 1979 avec un baccalauréat spécialisé. Au collège d'art, il a développé son style de mélange de performances expérimentales et de pop de cabaret avec des études de musique et de cinéma. Il rencontre Dave Ball, avec qui il fonde le duo Soft Cell en 1979. Ils deviennent célèbres grâce au titre Tainted Love.
Il a commencé à visiter Londres et a travaillé à Soho pendant les vacances universitaires, documentant ses expériences dans ses premières performances ; Zazu, Twilights and Lowlifes et Glamour in Squalor.
Il crée en 1983 le groupe Marc and the Mambas, composé entre autres de Matt Johnson (The The) et d'Annie Hogan, une pianiste talentueuse avec lesquels il enregistre deux albums, Untitled et Torment and toreros. L'année suivante, il quitte cette formation pour créer The Willing Sinners. Ce sont ses années les plus prolifiques.
En 1987, Marc Almond sort son troisième album solo et le dernier avec les Willing Sinners, Mother Fist... and Her Five Daughters.
En 1989, il sort l'album The Stars We Are, avec sa nouvelle formation La Magia, qui remporte un franc succès. De cet album est issu un single, en duo avec Gene Pitney (un chanteur américain qui connut son heure de gloire dans les années 1960), Something's Gotten Hold Of My Heart, qui devient no 1 dans les charts de nombreux pays et no 8 en France. Toujours dans cet album scintillant d'étoiles, Nico du Velvet Underground chante une chanson d'amour funèbre en duo avec Marc, ce qui sera sa dernière chanson car elle meurt peu de temps après.
Marc Almond enregistre une compilation de reprises personnelles de Jacques Brel, intitulée Jacques.
En 1990, Marc Almond sort l'album Enchanted, dont les photos de l'album et le vidéoclip ont été faits par les artistes Pierre et Gilles (un de ces portraits figure dans l'exposition Vanités, vie et mort au musée Maillol en 2010). La chanteuse Marie-France a participé à cet album, en chantant sur le morceau A Lover Spurned. En 1991, il sort un nouvel album electropop, Tenement Symphony.
Marc Almond revient en 1995 avec Treasure Box, compilation de faces B et versions longues que l'on retrouvait sur les maxi 45 tours. Il sortira aussi un album concept, Absinthe - The French Album, composé de reprises des grands noms de la chanson française (Barbara, Juliette Greco, Charles Aznavour, Léo Ferré, etc.)
En 1999, Marc Almond sort l'album Open All Night, où il chante le morceau Threat Of Love en duo avec Siouxsie du groupe Siouxsie and the Banshees.
En 2000, il part vivre à Moscou et est invité à enregistrer un projet de musique qui lui tient à cœur, Russian Folk and Gypsy Romance. 
En 2004, un accident de moto le plongera dans le coma durant plusieurs semaines, aux limites de la mort. Il lui faudra près de deux ans avant d'enregistrer à nouveau, et il reprendra ses activités musicales avec deux albums de reprises, l'un orienté vers les « Torch songs » (Stardom Raod, 2006), l'autre vers les chansons de Vadim Kozin. En 2011 l'album Variétés le verra revenir à la composition.
Son duo I Feel love / Johnny, remember me avec Jimmy Somerville de Bronski Beat quoique anecdotique dans sa discographie le rend incontournable pour beaucoup, notamment dans le milieu gay. Le projet de sortir une compilation de ses meilleurs vidéoclips avec les Willing Sinners devait se faire, mais à cause de problèmes de droits d'auteurs, le projet a été abandonné.
En 2012 il rejoint Benjamin Biolay au Théâtre du Châtelet pour une version pop d'un illustre opéra de Monteverdi rebaptisé Pop’pea. Il enregistre, la même année, une reprise de The Falconer de Nico, aux côtés du groupe de musique industrielle X-TG dans le cadre de leur album de démos The Desertshore Installation
Le chanteur dévoile un tout nouvel album Shadows And Reflections en septembre 2017, son premier avec BMG. 
Marc Almond s'est associé avec First Third Books pour réaliser un livre en édition limitée (300 exemplaires seulement), dans lequel on trouvera pas moins de 150 photos et des textes signés par Almond lui-même, en collaboration avec le journaliste Mark Paytress. 
Le duo de synth-pop britannique Soft Cell lancera Happiness Not Included le 25 février 2022. Ce sera leur premier album en 20 ans.

## Albums
- 1981 : Non-Stop Erotic Cabaret (Soft Cell)
- 1982 : Non Stop Ecstatic Dancing (Soft Cell) - Untitled (Marc & The Mambas) #41 UK
- 1983 : The Art of Falling Apart (Soft Cell) - Torment & Toreros (Marc & The Mambas) #28 UK
- 1984 : This Last Night... in Sodom (Soft Cell) - Bite Black And Blues (Raoul and the Ruined) — Vermin in Ermine (avec The Willing Sinners) #6 UK
- 1985 : Stories of Johnny (avec The Willing Sinners) #14 UK
- 1986 : Violent Silence (mini album) — A Woman's Story (mini album)
- 1987 : Mother Fist and Her Five Daughters (avec The Willing Sinners) #8 UK — Singles 1984-1987 — Slut (The Flesh Volcano)
- 1988 : The Stars We Are (avec La Magia) #2 UK #144 US (duos avec Gene Pitney et Nico)
- 1989 : Jacques (album d'adaptations de Jacques Brel)
- 1990 : Enchanted #9 UK (inclut un duo avec Marie-France)
- 1991 : Memorabilia : The Singles (Soft Cell & Marc Almond) — Tenement Symphony #17 UK
- 1992 : A Virgin's Tale, volumes I et II (Faces B et remixes de 1987)
- 1993 : Twelve Years of Tears (live au Royal Albert Hall) — Absinthe : The French Album (Album d'adaptation de chansons françaises)
- 1995 : Treasure Box (compilation de faces-B et de raretés)
- 1996 : Fantastic Star
- 1998 : Marc Almond and La Magia Live In Concert
- 1999 : Open All Night #112 UK (inclut un duo avec Siouxsie de Siouxsie and the Banshees)
- 2000 : Liverpool Philharmonic Hall (en concert)
- 2001 : Stranger Things — Live At The Union Chapel (en concert)
- 2002 : Cruelty without beauty (Soft Cell) - Little Rough Rhinestones Volume 1
- 2003 : The Willing Sinner — Marc Almond In Session Volume 1 — Heart on Snow - Marc Almond In Session Volume 2 — Little Rough Rhinestones Volume 2 - Live (Soft Cell - en concert)
- 2007 : Stardom Road
- 2009 : Orpheus in Exile: The Songs Of Vadim Kozin
- 2010 : Variété
- 2011 : Feasting With Panthers (Marc Almond & Michael Cashmore)
- 2014 : The Dancing Marquis - Ten Plagues - 'The Tyburn Tree
- 2015 : The Velvet Trail -  Against Nature
- 2016 : Silver City Ride - Trials of Eyeliner: The Anthology 1979/2016
- 2017 : Hits and Pieces: The Best of Marc Almond and Soft Cell
- 2017 : Shadows And Reflections
- 2018 : A lovely live to live
- 2018 : Say Hello Wave Goodbye - One Night, One Final Time (Soft Cell - en concert)
- 2021 : Non Sop Erotic Cabaret... and Other Stories (Soft Cell - en concert)
- 2022 : Happiness Not Included (Soft Cell)
- 2024 : I’m Not Anyone (Album de reprises)

## Singles
- 1981 : Tainted Love (Softcell)
- 1982 : Sleaze (Marc and the Mambas)
- 1983 : Black Heart (Marc and the Mambas) #28 — Torment" (Marc and the Mambas) #32
- 1984 : The Boy Who Came Back #9 — You Have #13 — Tenderness is a Weakness #20
- 1985 : I Feel Love, medley (Bronski Beat & Marc Almond) #3 — Skin (avec Guy Chambers & The Burmoe Brothers) #6 — Stories of Johnny #23 — Love letter #68
- 1986 : The House is Haunted (by the echo of your last goodbye) #58 — A Woman's Story #47 — Ruby Red #41
- 1987 : Melancholy Rose #71 — Mother Fist #19 — This House is a House of Trouble (avec Sally Timms - Mekon - and The Drifting Cowgirls)
- 1988 : Tears Run Rings #26 — Bitter Sweet #20
- 1989 : Something's Gotten Hold of My Heart (avec Gene Pitney) #1 — Only the Moment #15
- 1990 : A Lover Spurned #29 — The Desperate Hours #45 — Waifs and Strays
- 1991 : Say Hello Wave Goodbye '91 (avec Soft Cell) #18 — Tainted Love (avec Soft Cell) #5
- 1991 : Jacky #17
- 1992 : My Hand Over My Heart #33 — Days of Pearly Spencer #4
- 1993 : What Make a Man a Man #60
- 1995 : Adored and Explored #25 — The Idol #41 — Child Star #47
- 1996 : Out There / Brilliant Creatures — Yesterday Has Gone (avec P. J. Proby) #57
- 1998 : Black Kiss
- 1999 : Tragedy (take a look and see) — My Love
- 2001 : Please Stay (avec Mekon) — Glorious — Total Eclipse (Rosenstolz, Marc Almond & Nina Hagen) — Soul On Soul (System F & Marc Almond)
- 2003 : Gone but not Forgotten
- 2004 : Vanity Poverty Revenge / Neo Burlesque (Punx Soundcheck featuring Marc Almond) — Sheherezade — Face Control EP
- 2005 : Delirious — Prime Evil — Perfect Honey — Baby's on Fire
- 2006 : Boy Toy (avec Trash Palace) - Reprise de I'm the boy de Serge Gainsbourg sur Monsieur Gainsbourg Revisited (Compilation)
- 2008 : Gabriel & The Lunatic Lover (Marc Almond avec Michael Cashmore)